# Anthocoris
Genre
Le genre Anthocoris comprend des insectes hétéroptères prédateurs de la famille des Anthocoridae dont les larves et les adultes ont pour proies principalement les psylles  et les pucerons sur les arbres fruitiers, la vigne, les grandes cultures, les cultures légumières et les cultures ornementales.

## Mode de vie
Les anthocoris vivent dans la majorité des cas en prédateurs non spécifiques sur la partie aérienne des plantes. En général ubiquistes, certaines espèces tendent à préférer des plantes particulières. Rares différences d'écologie entre les nymphes et les adultes. La femelle hiberne, le mâle l'imite parfois. on peut trouver les œufs sous les épidermes des feuilles et des tiges des plantes hôtes. Selon l'espèce et le climat, on compte de 1 à 4 générations annuelles.
Ils se nourrissent d'aphides (pucerons…), de psylles, de psoques, d'œufs de divers insectes (lépidoptères, hyménoptères…) et de larves d'homoptères.

## Liste des espèces
- Anthocoris albiger Reuter, 1884
- Anthocoris antevolens White, 1879
- Anthocoris bakeri Poppius, 1913
- Anthocoris bicuspis (Herrich-Schaeffer, 1835)
- Anthocoris confusus Reuter, 1884
- Anthocoris dimorphicus Anderson et Kelton, 1963
- Anthocoris fulvipennis Reuter, 1884
- Anthocoris limbatus Fieber, 1836
- Anthocoris musculus (Say, 1832)
- Anthocoris nemoralis (Fabricius, 1794)
- Anthocoris nemorum (Linnaeus, 1761)
- Anthocoris nigripes Reuter, 1884
- Anthocoris tomentosus Péricart, 1971
- Anthocoris tristis Van Duzee, 1921
- Anthocoris whitei Reuter, 1884

Noms en synonymie
- Anthocoris elegans, un synonyme de Cardiastethus elegans